# RenaissanceRe
RenaissanceRe Holdings — международная страховая и перестраховочная компания, зарегистрированная на Бермудских островах. Основана в 1993 году, офисы имеются на Бермудах, в Австралии, Ирландии, Сингапуре, Великобритании, Швейцарии и США. Участник страхового рынка Lloyd’s of London как Syndicate 1458. Основная специализация — перестрахование рисков, связанных с природными и техногенными катастрофами.
Страховые премии за 2020 год составили 5,81 млрд долларов, инвестиционный доход 354 млн долларов, страховые выплаты — 2,92 млрд долларов. Активы на конец 2020 года составили 30,8 млрд долларов, из них 20,6 млрд пришлось на инвестиции (13,5 млрд в корпоративные и государственные облигации).
Основные подразделения на 2020 год:
- Имущественное перестрахование — страховые премии 3 млрд долларов, из них 1,9 млрд перестрахование рисков, связанных с катастрофами, 1,62 млрд пришлось на США и Карибский регион.
- Перестрахование страхования от несчастных случаев и специализированного страхования — страховые премии 2,81 млрд долларов, из них 1,25 млрд в США и на Карибах.

Компания является крупнейшим акционером перестраховочной компании DaVinci (основана в 2001 году, доля 21,4 %) и соучредителем перестраховщика Top Layer Re (по 50 % с State Farm Insurance).
В компании работает 604 сотрудника, из них 171 на Бермудах, 145 в США, 271 в Европе и 17 в Азии и Австралии.